# Wallis Simpson

Il monogramma combinato di Wallis ed Edoardo, duchi di Windsor.

Wallis Simpson, nata Bessie Wallis Warfield (Blue Ridge Summit, 19 giugno 1896 – Bois de Boulogne, 24 aprile 1986), duchessa di Windsor, è stata la moglie di Edoardo VIII del Regno Unito, Duca di Windsor dopo la sua abdicazione al trono del Regno Unito.

## Biografia

### Gioventù
Wallis nacque in una famiglia di notai del Sud degli Stati Uniti (Upton Sinclair è un suo cugino). Suo padre, Teackle Wallis Warfield, era originario del Maryland, cadetto di una famiglia stabilitasi negli Stati Uniti dal 1662 e che tra i suoi membri contava un governatore del Maryland, Edwin Warfield (1904-1908); sua madre, Alice Montague, era originaria della Virginia, figlia dell'assicuratore William Latane Montague e di Sally Howard Love. Le famiglie Warfield e Montague furono ostili a quella relazione: in effetti Teackle era malato (tubercolosi) dall'infanzia e dispiacque a tutti che lei non volesse rinunciare a lui. Alice rimase incinta e, per evitare uno scandalo, la coppia fu obbligata a sposarsi di nascosto il 19 novembre 1895, nel salone della casa del reverendo della città.

### Matrimoni
Sposò l'8 novembre 1916 Earl Winfield Spencer jr, un ufficiale dell'aviazione della United States Navy, alcolizzato e peraltro spia per gli Stati Uniti.
Nel 1922 prestò servizio come comandante della USS Pampanga in Estremo Oriente. Wallis lo raggiunse e ne approfittò per visitare la Cina all'epoca dei signori della guerra.
Secondo la moglie di uno dei colleghi di Earl Winfield Spencer, Mrs. Milton E. Miles, Wallis avrebbe incontrato a Pechino il conte Galeazzo Ciano, futuro genero di Benito Mussolini, e avrebbe avuto una relazione sentimentale con lui, del quale sarebbe rimasta incinta: l'avere abortito l'avrebbe poi resa sterile. Questa voce si diffuse velocemente, anche se fu sempre smentita dalla sposa di Galeazzo Ciano, Edda Mussolini. Ritornata negli Stati Uniti, la coppia si separò e il 10 dicembre 1927 fu sancito il divorzio.
Furono accertate simpatie nazi-fasciste di Wallis, la quale ricevette per un anno diciassette rose rosse al giorno da Ribbentrop, il futuro ministro degli esteri tedesco, quando era ambasciatore di Germania a Londra.
Il 21 luglio 1928 Wallis si sposò nuovamente, questa volta con Ernest Aldrich Simpson, direttore d'una grande azienda di trasporti marittimi. Wallis incontrò per la prima volta Edoardo, principe di Galles e futuro re del Regno Unito, il 10 gennaio 1931, rivedendolo successivamente nel corso di vari ricevimenti tra il 1931 e il 1934. A quell'epoca la coppia Simpson viveva al di sopra dei propri mezzi e conobbe difficoltà finanziarie che costrinsero il marito a licenziare molti dei suoi dipendenti.

### Il legame con Edoardo
Nel 1934 Wallis Simpson divenne l'amante di Edoardo, allora principe del Galles ed erede al trono britannico, ma, a causa della sua origine non aristocratica e del suo burrascoso passato matrimoniale (un divorzio alle spalle e un altro in arrivo), la relazione fu fortemente osteggiata dalla casa reale britannica. Nel 1936, alla morte del padre Giorgio V, Edoardo salì al trono e manifestò l'intenzione di ufficializzare il suo legame con Wallis Simpson. La decisione del monarca di convolare a nozze con un'americana pluridivorziata con due ex mariti ancora in vita e una reputazione di arrampicatrice sociale causò una crisi costituzionale nell'Impero britannico, che spinse Edoardo VIII alla decisione di abdicare nel corso dello stesso anno.
Il nuovo re, Giorgio VI, concesse al fratello abdicatario il titolo di duca di Windsor, con il trattamento di altezza reale che gli spettava in quanto principe di sangue. Edoardo sposò Wallis Simpson sei mesi dopo in Francia, al castello di Candé. Il matrimonio non conferì mai a Wallis altro titolo che "Sua Grazia la Duchessa di Windsor", per espressa volontà del nuovo sovrano, nonostante privatamente ci si riferisse a lei con il trattamento di Altezza. La coppia divenne presto famosa per la vita brillante e mondana (spesso immortalata sui rotocalchi dell'epoca), molto diversa dall'austerità del resto della famiglia reale britannica: per questa ragione i duchi di Windsor si alienarono molte simpatie nel Regno Unito. Nel resto dell'Europa e negli Stati Uniti godettero invece di larga ammirazione, diventando delle vere e proprie icone di eleganza e glamour.

### Durante la seconda guerra mondiale
In seguito allo scoppio delle ostilità nel 1939, il Duca fu inviato in Francia al comando di una postazione militare. Secondo il figlio del barone William Edmund Ironside, la Duchessa continuò a intrattenere amicizie con persone legate ad ambienti fascisti, passando loro informazioni dettagliate sui movimenti di truppe francesi e belghe che riusciva a ottenere dal marito. Quando i tedeschi invasero la Francia nel maggio del 1940 e dopo la disfatta britannica di Dunquerque, la Duchessa disse a un giornalista americano: «Non posso dire di essere dispiaciuta». All'arrivo dei tedeschi, il Duca e la Duchessa abbandonarono Parigi, prima per Biarritz, poi in giugno ripararono in Spagna.
In un'intervista rilasciata all'ambasciatore statunitense in Spagna, Alexander W. Weddell, la Duchessa disse che la Francia non poteva vincere perché «malata dall'interno». In luglio la coppia si spostò a Lisbona, ospiti di Ricardo Espirito Santo Silva, un banchiere sospettato di essere una spia nazista. In agosto Wallis seguì il marito nel suo incarico di governatore delle Bahamas, ruolo escogitato dal governo britannico per tenere il Duca lontano dall'Europa e al sicuro.
Wallis ricoprì il ruolo di moglie del governatore per cinque anni, nonostante odiasse Nassau, definita "la nostra Sant'Elena", in riferimento all'esilio di Napoleone Bonaparte. Fu fortemente criticata in patria per la sua vita dispendiosa, mentre in Gran Bretagna erano in vigore misure di austerità legate alla guerra. Le sue convinzioni razziste emersero palesi negli epiteti ingiuriosi con cui apostrofava la popolazione locale (tra i tanti, «pigri e affamati negri» in alcune lettere a sua zia).

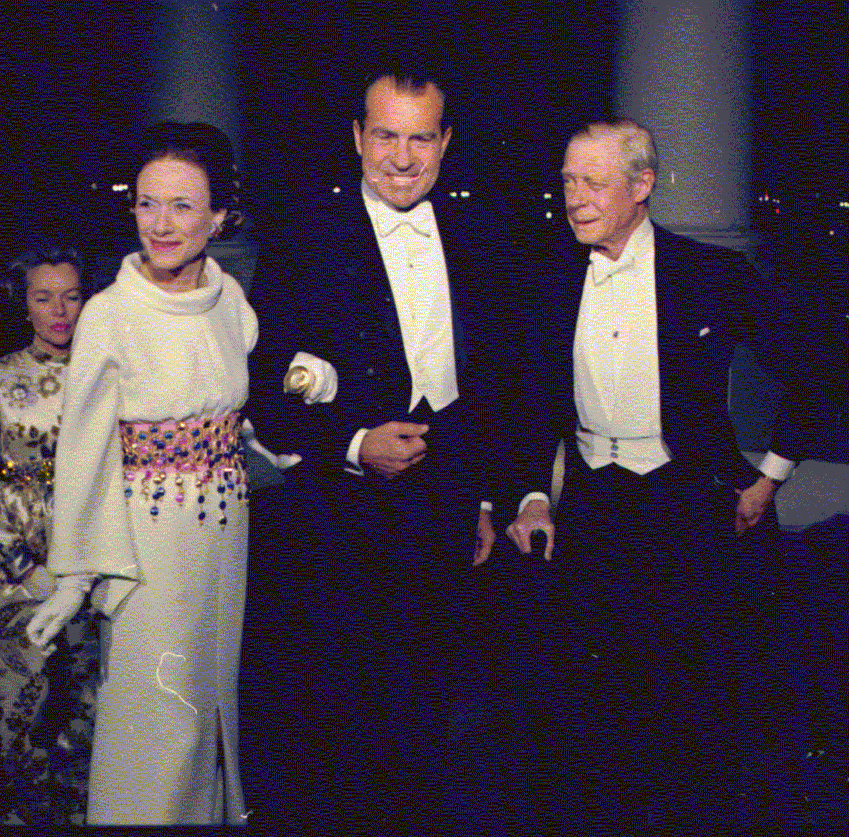
Wallis Simpson (a sinistra) con il presidente degli Stati Uniti Richard Nixon ed il marito Edoardo

Nel 1941 il Primo Ministro Winston Churchill protestò ferocemente quando scoprì che lei e suo marito erano saliti a bordo dello yacht del magnate svedese Axel Wenner-Gren, un uomo dichiaratamente filo-tedesco, e quando il Duca, in un'intervista, suggerì di siglare la pace con la Germania nazista. La stampa e la popolazione britannica non si fidavano della coppia. Sir Alexander Hardinge scrisse che, secondo lui, i sentimenti anti-britannici erano dovuti al rancore per il rifiuto di accettarli come sovrani.

### Dopoguerra
Alla fine della guerra la coppia poté tornare a Parigi e riprendere un'intensa vita sociale, senza mai fare ritorno in patria, se non il solo Edoardo per i funerali del fratello Giorgio VI (1952) e, in coppia, per la posa di una lapide commemorativa dedicata alla regina Mary, madre del Duca. Rifiutarono, invece, l'invito all'incoronazione di Elisabetta II.
Wallis tornò nel Regno Unito solo per le esequie del marito nel 1972, ospitata a Buckingham Palace. In seguito alla morte di Edoardo la duchessa di Windsor si ritirò a vita privata nella sua villa nel Bois de Boulogne, dove spirò nel 1986.
Venne sepolta nel Royal Burial Ground nella tenuta di Frogmore a Windsor, accanto al marito, con il titolo di "Wallis, duchessa di Windsor".

## Nella cultura di massa
- Nel film Il discorso del re (2010) è interpretata da Eve Best.
- Nel film W.E. - Edward e Wallis (2011) è interpretata da Andrea Riseborough.

## Antenati
|                             |                      |                            | Genitori                   |  |  | Nonni |  |  | Bisnonni        |  |  | Trisnonni         |  |
|                             |                      |                            |                            |  |  |       |  |  | Daniel Warfield |  |  | Benjamin Warfield |  |
|                             |                      |                            |                            |  |  |       |  |  | Daniel Warfield |  |  | Benjamin Warfield |  |
|                             |                      | Ariana Dorsey              |                            |  |  |       |  |  | Daniel Warfield |  |  |                   |  |
| Henry Mactier Warfield      |                      |                            |                            |  |  |       |  |  | Daniel Warfield |  |  |                   |  |
|                             |                      | Nancy Ann Mactier          | Alexander Mactier          |  |  |       |  |  |                 |  |  |                   |  |
|                             |                      | Nancy Ann Mactier          | Alexander Mactier          |  |  |       |  |  |                 |  |  |                   |  |
|                             |                      | Nancy Ann Mactier          | Frances Crane              |  |  |       |  |  |                 |  |  |                   |  |
| Teackle Wallis Warfield     |                      | Nancy Ann Mactier          |                            |  |  |       |  |  |                 |  |  |                   |  |
|                             |                      | Richard Emory              | Thomas Lane Emory          |  |  |       |  |  |                 |  |  |                   |  |
|                             |                      | Richard Emory              | Thomas Lane Emory          |  |  |       |  |  |                 |  |  |                   |  |
|                             |                      | Richard Emory              | Elizabeth Hopewell         |  |  |       |  |  |                 |  |  |                   |  |
| Anna Emory                  |                      | Richard Emory              |                            |  |  |       |  |  |                 |  |  |                   |  |
|                             |                      | Ann Gittings               | Archibald Gittings         |  |  |       |  |  |                 |  |  |                   |  |
|                             |                      | Ann Gittings               | Archibald Gittings         |  |  |       |  |  |                 |  |  |                   |  |
|                             |                      | Ann Gittings               | Margaret Bosley            |  |  |       |  |  |                 |  |  |                   |  |
| Wallis, Duchessa di Windsor |                      | Ann Gittings               |                            |  |  |       |  |  |                 |  |  |                   |  |
|                             | Henry Brown Montague | John Montague              |                            |  |  |       |  |  |                 |  |  |                   |  |
|                             | Henry Brown Montague | John Montague              |                            |  |  |       |  |  |                 |  |  |                   |  |
|                             | Henry Brown Montague | Rebecca Brown              |                            |  |  |       |  |  |                 |  |  |                   |  |
| William Latané Montague     | Henry Brown Montague |                            |                            |  |  |       |  |  |                 |  |  |                   |  |
|                             |                      | Mary Anne Moody            | John Moody                 |  |  |       |  |  |                 |  |  |                   |  |
|                             |                      | Mary Anne Moody            | John Moody                 |  |  |       |  |  |                 |  |  |                   |  |
|                             |                      | Mary Anne Moody            | …                          |  |  |       |  |  |                 |  |  |                   |  |
| Alice Montague              |                      | Mary Anne Moody            |                            |  |  |       |  |  |                 |  |  |                   |  |
|                             |                      | Thomas Love                | Thomas Love                |  |  |       |  |  |                 |  |  |                   |  |
|                             |                      | Thomas Love                | Thomas Love                |  |  |       |  |  |                 |  |  |                   |  |
|                             |                      | Thomas Love                | Martha Worthington         |  |  |       |  |  |                 |  |  |                   |  |
| Sallie Howard Love          |                      | Thomas Love                |                            |  |  |       |  |  |                 |  |  |                   |  |
|                             |                      | Frances Priscilla Presbury | George Gouldsmith Presbury |  |  |       |  |  |                 |  |  |                   |  |
|                             |                      | Frances Priscilla Presbury | George Gouldsmith Presbury |  |  |       |  |  |                 |  |  |                   |  |
|                             |                      | Frances Priscilla Presbury | Sarah Cassaway Howard      |  |  |       |  |  |                 |  |  |                   |  |
|                             |                      | Frances Priscilla Presbury |                            |  |  |       |  |  |                 |  |  |                   |  |